# جیمز اسکات، دوک مونماوت
جیمز اسکات، دوک مونماوت (به انگلیسی: James Scott, Duke of Monmouth) (۹ آوریل ۱۶۴۹ – ۱۵ ژوئیه ۱۶۸۵) نجیب‌زاده و نظامی اهل پادشاهی انگلستان بود. او که با نام‌های جیمز کرافت یا جیمز فیتزروی هم شناخته می‌شد، بزرگ‌ترین فرزند نامشروع چارلز دوم پادشاه انگلستان، اسکاتلند و ایرلند و معشوقه‌اش لوسی والتر بود و در شهر روتردام هلند متولد شده‌بود.
دوک مونماوت در جنگ‌های بین انگلستان و هلند و جنگ فرانسه و هلند شرکت داشت. بعد از مرگ چارلز دوم در سال ۱۶۸۵، برادرش جیمز دوم و هفتم که پیرو کلیسای کاتولیک بود به سلطنت رسید. مونماوت که پروتستان بود، در همان سال با هدف سرنگونی عمویش از سلطنت، قیام مونماوت را به راه انداخت و ادعای سلطنت کرد. اما این قیام با شکست مواجه شد و مونماوت در ۱۵ ژوئیه ۱۶۸۵ به جرم خیانت، گردن زده شد.
وی دارندهٔ عناوینی همچون نشان بند جوراب و عضویت شورای خصوصی بریتانیا بود.